# Jimmie Price
Jim Price (Harrisburg, Pensilvania; 13 de octubre de 1941 – Míchigan; 7 de agosto de 2023) fue un beisbolista y comentarista deportivo estadounidense que jugó cinco temporadas en la MLB en la posición de catcher con los Detroit Tigers y ganó la Serie Mundial de 1969.

## Carrera

### Béisbol
Fue reclutado por Joe Paterno para jugar con los Penn State Nittany Lions. Luego de graduarse de la universidad fue contratado por los Pittsburgh Pirates como uno de sus prospectos de inicios de los años 1960, donde pasó en las ligas menores hasta 1967 cuando pidió su cambio, ya que los Pirates tenían pensado mantenerlo en las divisiones menores.
Fue vendido a los Detroit Tigers, conectando un hit en su primera aparición con el equipo en temporada regular. Ganó la Serie Mundial de 1968 ante los St. Louis Cardinals en siete partidos y en su tiempo con el equipo fue el catcher suplente de Bill Freehan hasta su retiro en 1971.

### Softbol
Price jugó en el año 1979 con los Detroit Caesars de la American Professional Slow Pitch Softball League (APSPL).
Los Caesars jugaban en el Memorial Field de Eastpointe, Michigan, un suburbio pequeño en Detroit, y en el equipo estaban exjugadores de los Detroit Tigers como Jim Northrup, Mickey Stanley, y Norm Cash, principalmente para eventos promocionales. Los Caesars desaparecieron al finalizar la temporada de 1979.

### Comentarista deportivo
Price pasó a trabajar como comentarista deportivo al retirarse como jugador, trabajando en la televisión local en Detroit para ESPN, también como anunciador de eventos como la APSPL World Series en 1979.
Fue el primer comentarista deportivo para los Tigers en televisión por cable para PASS Sports en 1993, y pasó al Detroit Tigers Radio Network en 1998. Trabajó junto al miembro del Salón de la Fama Ernie Harwell de 1999 a 2002. Price después trabajó en la transmisión de los partidos junto al anunciador Dan Dickerson en los partidos por radio de los Tigers. como jugó de catcher, Price también analizaba la estrategia, sobre todo con el trabajo de los lanzadores, así como la información sobre los bateadores. Al hablar de los Tigers se refería a "somos".
Price no se presentó a los primeros cinco partidos de la temporada 2012 por problemas de salud. Según Price, nunca dejó el trabajo en más de 20 años. En mayo, Price se perdería la gira de nueve partidos de visitante del equipo, de nuevo por problemas de salud. En ambas ausencias fue reemplazado por el exlanzador de los Tigers Dan Petry.

## Vida personal y muerte
Price estaba casado con Lisa, y tuvo un hijo, Jackson, quien es autista. Fundó el Jack's Place For Autism, una organización no lucrativa hecha para asistir a las familias con personas autistas. Price fue introducido al Kinston Professional Baseball Hall of Fame en 1995.
Price murió el 7 de agosto de 2023 a causa de una enfermedad. Trabajó en las transmisiones de los Tigers hasta a un mes antes de su muerte.